# LaSirena69
LaSirena69, pseudonimo di Antonella Alonso (Caracas, 9 giugno 1990), è un'attrice pornografica venezuelana.

## Biografia
Nata a Caracas nella stessa città ha studiato al Colegio Santiago de León. Ha scritto la sua tesi sul film uscito nel 2005 Memorie di una geisha, e durante i due anni del ciclo di studio ha realizzato un lavoro intitolato "Approccio a un concetto di donna per comprendere la geisha", il cui tema erano le donne che lavorano nell'industria del sesso, dalle etère dell'antica Grecia alle geisha giapponesi fino la prostituzione contemporanea. Ha frequentato per un paio di semestri l'Università Santa Maria di Caracas nella facoltà di Scienze della comunicazione, lasciando poi il corso per studiare pubblicità all'Instituto Nuevas Profesiones di Las Mercedes..
Dopo aver lavorato per un certo periodo in una radio di Caracas, nell 2015 decise di emigrare a Miami. Nei tre anni successivi perse diversi lavori a causa delle foto hot postate su Instagram, e così decise di guadagnare da vivere vendendo le proprie foto e lavorando con un fotografo. Dopo un anno e mezzo si trasferì a Los Angeles, dove iniziò a lavorare nel cinema pornografico con il nome LaSirena69, quest'ultimi riferiti alla data della sua nascita ( 9 giugno). 
La sua prima scena pornografica è stata a 28 anni con una donna e, non soddisfatta dell'esperienza, dopo un mese ha iniziato a girare scene di sesso anche con gli uomini.
È stata scelta dalla rivista Penthouse come «Pet of the month» di febbraio 2021 e nello stesso anno ha vinto un premio AVN nella categoria "Migliore attrice rivelazione". È apparsa su riviste come UB Magazine e ha posato per fotografi come Mike Ohrangutang. Dall'agosto 2022 ha un contratto in esclusiva con Brazzers.

## Vita privata
È la nipote dell'attrice María Conchita Alonso.

## Riconoscimenti
- AVN Awards
  - 2021 – Hottest Newcomer (Fan Award)[8]

## Filmografia parziale
- All About The Booty (2019)
- Busty Latina La Sirena Gaping Anal Nympho (2019)
- Catch Me If You Cam (2019)
- Disciplining Their Sugar Daddy (2019)
- Exotic And Erotic Student (2019)
- La Sirena 69 Can't Wait To Suck Dick (2019)
- Lesbian Walk To Remember (2019)
- Like Nobody's Watching (2019)
- Manuel's Fucking POV 13 (2019)
- Massage With Tricks (2019)
- Oiled Up Natural Tits 2 (2019)
- Pierced Nipple Girl Gets Fucked Hard (2019)
- Pierced Nipple Maid Gets Fucked (2019)
- Threesome of Your Dreams (2019)
- Anal Craving MILFs 8 (2020)
- Back From the Beach (2020)
- Being Shared (2020)
- Big Ass Latina Fucked LaSirena and Trukait (2020)
- Brazzers LIVE: Valentine's Day Affair (2020)
- Busty And Bubble Butt Latina Beauty Is A Cock Lover (2020)
- Busty Latina Pounded By BBC (2020)
- Cuckold Sessions: LaSirena69 (2020)
- Escandalo 2 (2020)
- Glistening and Dripping (2020)
- I Fucked Your Boyfriend To Make You Mad (2020)
- It Was The Fucking Realtor (2020)
- La Sirena 69's Perfect Tits and Ass (2020)
- La Sirena69: Oiled Up Anal Screamer (2020)
- Maids Make A Mess (2020)
- Married With Boyfriends 2 (2020)
- Oil Slick 3 (2020)
- Party Like A Finger's Up Your Ass (2020)
- Ready for You (II) (2020)
- Shower Sirens (2020)
- Slick Licks (2020)
- Squirting Out The Truth (2020)
- Two's Cumpany Threesome's A Crowd 1 (2020)
- Two's Cumpany Threesome's A Crowd 2 (2020)
- Valentine's Day Affair: Best Moments (2020)
- WLT S02E01: New Place, New Personalities (2020)
- WLT S02E02: Never Have We Ever (2020)
- WLT S02E03: Show And Tell Her (2020)
- WLT S02E04: Femme Finale (2020)
- Working Her Ass Off (2020)
- Anal Threesomes 8 (2021)
- Beautiful Tits 8 (2021)
- Blacked Raw V40 (2021)
- Body Brushing Tutorial Turns NSFW (2021)
- Call Him Over (2021)
- Caught Your Whaletail (2021)
- Cross Training with Lasirena (2021)
- Fertility Clinic Dickdown (2021)
- Lasirena Wants An Anal Quicky (2021)
- Massage with A Strap-on Ending 2 (2021)
- Selfies Before Sex (2021)
- Wedding Smashers 1 (2021)
- My Hotwife Likes Big Dick 3 (2022)
- Slip It In 16 (2022)